# Roptrocerus
Roptrocerus is een geslacht van vliesvleugeligen uit de familie Pteromalidae. De wetenschappelijke naam van dit geslacht is voor het eerst geldig gepubliceerd in 1848 door Ratzeburg.

## Soorten
Het geslacht Roptrocerus omvat de volgende soorten:
- Roptrocerus auratus Ashmead, 1894
- Roptrocerus barbatus Kamijo, 1981
- Roptrocerus brevicornis Thomson, 1878
- Roptrocerus cryphalus Yang, 1996
- Roptrocerus ipius Yang, 1996
- Roptrocerus mirus (Walker, 1834)
- Roptrocerus polychromus Förster, 1856
- Roptrocerus qinlingensis Yang, 1987
- Roptrocerus typographi (Györfi, 1952)
- Roptrocerus xylobius Förster, 1856
- Roptrocerus xylophagorum (Ratzeburg, 1844)
- Roptrocerus yunnanensis Yang, 1996